# Horton Ledge
Horton Ledge är en bergstopp i Antarktis. Den ligger i Västantarktis. Argentina, Chile och Storbritannien gör anspråk på området. Toppen på Horton Ledge är 1 420 meter över havet.
Terrängen runt Horton Ledge är huvudsakligen platt, men norrut är den kuperad.  Trakten är obefolkad. Det finns inga samhällen i närheten.